# 克里斯蒂娜·埃伯索尔
克里斯蒂娜·埃伯索尔（英語：Christine Ebersole，1953年2月21日—），女，美国演员。曾获得托尼奖最佳音乐剧女主角。